# Chhaupadi

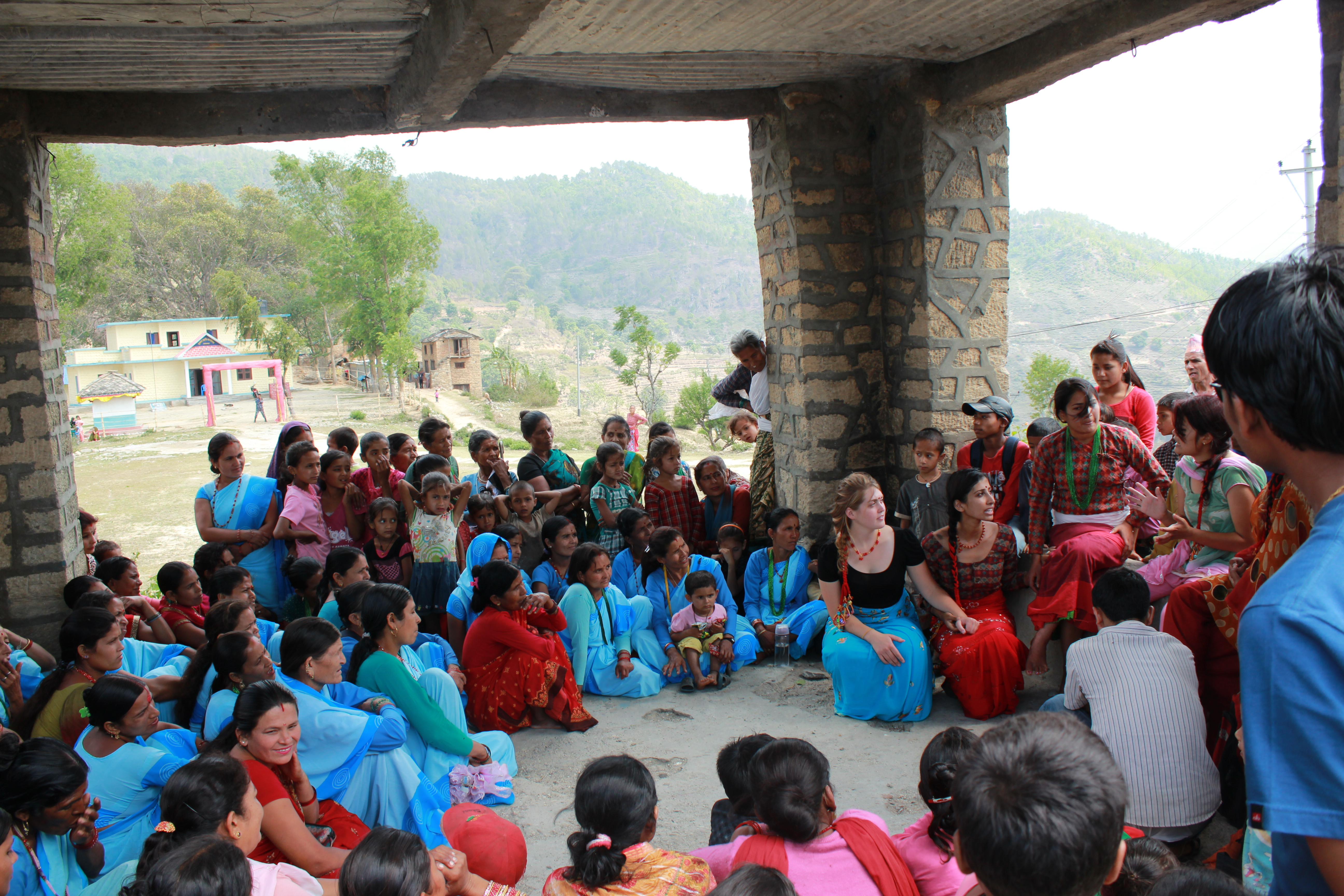
Concienciación por medio de la educación de las jóvenes para que abandonen o modifiquen la práctica del chhaupadi en Nepal

Chhaupadi (en nepalí: छाउपडी) es una forma de tabú menstrual que prohíbe a las mujeres hindúes participar en actividades familiares ordinarias mientras menstrúan, ya que se consideran «impuras». El chhaupadi se practica sobre todo en la zona occidental de Nepal.
Durante Chhaupadi las mujeres permanecen apartadas de su casa, obligadas a vivir en un establo o en una choza improvisada conocida como cabaña de menstruación hasta que finaliza su periodo. El alumbramiento también requiere una forma similar de reclusión. Mientras dura su menstruación, las mujeres tienen prohibido participar en los eventos de la vida diaria y relacionarse con los miembros de su comunidad.

## Origen
La práctica de chhaupadi se origina a partir de la creencia supersticiosa de que la menstruación causa que las mujeres sean temporalmente impuras. Esta superstición surge del mito de que la menstruación es una maldición de Indra. En este sistema de creencias, se presume que si una mujer que menstrúa toca un árbol, este nunca volverá a dar fruta; si consume leche, la vaca no volverá a producirla; si lee un libro, se enfadará Sarasvati, la diosa de la educación; si toca a un hombre, el hombre enfermará.
Esta práctica persiste en áreas rurales, sobre todo en el oeste de Nepal. También se llama «chhue» o «bahirhunu» en los distritos nepalíes de Dadeldhura, Baitadi y Darchula, «chhaupadi» en el de Achham y «chaukulla» o «chaukudi» en el de Bajhang.

## Descripción
La tradición comienza con el el primer ciclo menstrual de las adolescentes, durante el cual, permanecen en una choza hasta 14 días. Después, la mujer deberá pasar la duración de cada periodo en la cabaña hasta que alcance la menopausia. Además, las mujeres que acaban de dar a luz deben quedarse en la choza con sus hijos hasta dos semanas.
A las niñas y mujeres que menstrúan se les exige que permanezcan aisladas de su familia, y se les prohíbe entrar en casas, cocinas, escuelas y templos. Durante ese tiempo, se quedan en lo que a menudo se conoce como cabaña de menstruación, normalmente hecha de madera o piedra. En algunos lugares, las mujeres se aíslan de sus familias en una habitación adyacente a la casa, como un cobertizo para herramientas. El mobiliario escasea, y las mujeres duermen con frecuencia en el suelo con solo una pequeña manta para mantenerse calientes. No pueden tocar a los miembros de su familia, sobre todo a los hombres, e incluso se les entrega comida y agua de forma que se evite el contacto. Las mujeres que menstrúan también tienen vedado participar en funciones religiosas, sociales y familiares, como asistir al templo o ir a bodas, y a las niñas no se les permite ir a la escuela.
Las mujeres con la regla no pueden consumir leche, yogur, mantequilla, carne ni otros alimentos nutitivos, por temor a que su impureza provoque enfermedades a las vacas. La dieta típica durante la menstruación incluye alimentos secos, sal y arroz. Tampoco están autorizadas a utilizar fuentes comunitarias de agua o a realizar funciones del día a día como bañarse o lavar su ropa.
A pesar del aislamiento social que implica el chhaupadi, las mujeres pueden seguir trabajando, con frecuencia en el campo, durante la menstruación.

## Riesgos para la salud y la seguridad
Las mujeres sufren múltiples riesgos para su salud y seguridad cuando practican chhapaudi. Las cabañas son construcciones precarias, sin calefacción ni ventilación, lo que deja a las mujeres a merced de los elementos, expuestas a temperaturas extremas en diferentes épocas del año. Corren el peligro de desarrollar enfermedades como neumonía o diarrea mientras están aisladas y son vulnerables a ataques de serpientes u otros animales. Hay un alto riesgo de asfixia si la mujer enciende fuego en la choza para mantenerse caliente durante el invierno, y algunas mujeres han sufrido violaciones durante la práctica de chhaupadi. Además, un estudio realizado con mujeres de entre 12 y 49 años en las provincias nepalesas de Bardiya y Kailali mostró que la práctica de chhaupadi tiene una relación significativa con problemas reproductivos como la disuria y el picor vaginal.
Aunque no se dispone de números exactos, mujeres y niñas mueren cada año a causa de la práctica de chhaupadi. Varias muertes se han relacionado directamente con el uso de estas cabañas, sobre todo en las regiones occidentales de Nepal. Las causas varían de ataques de animales, mordeduras de escorpiones o serpientes, a enfermedades causadas por el frío. Estos son algunos de los casos documentados:
- Una niña de 11 años murió en enero de 2010 de diarrea y deshidratación provocadas por su permanencia en una cabaña de menstruación. Su familia y vecinos se negaron a llevarla al hospital porque creían que quedarían «impuros» si la tocaban.[12]

- Dos chicas murieron a finales de 2016 por inhalación de humo e intoxicación por monóxido de carbono a causa de los fuegos que habían encendido en sus cabañas.[13][14]

- En mayo de 2017, Lalsara Bika, de 14 años, murió como resultado de un fuerte resfriado que desarrolló mientras permanecía en una cabaña de menstruación.[15]

- En julio de 2017, Tulasi Shahi, de 19 años, murió tras ser mordida dos veces por una serpiente venenosa, en la cabeza y en la pierna, mientras se encontraba confinada en una cabaña de menstruación.[15]

- En enero de 2019, Amba Bohora, una madre nepalí de 35 años, y sus hijos de 9 y 12 años murieron por inhalación de humos mientras vivían en su cabaña de menstruación.[16]

- A principios de febrero de 2019, la joven Parwati Bogati, de 19 años, murió de asfixia e inhalación de humos tras encender un fuego para mantener caliente su choza de menstruación.[17]

## Legislación
La práctica de chhaupadi fue ilegalizada por el Tribunal Supremo de Nepal en 2005, pero la tradición cambia mucho más lentamente. En 2007, Nepal aprobó una ley que castiga a quien obligue a mujeres a mantenerse aisladas durante la menstruación con penas de hasta tres meses de cárcel o multas de 3000 rupias nepalesas. No obstante, en los primeros meses desde que la ley entró en vigor (en agosto de 2018), no hubo denuncias contra nadie que aplicara esta práctica. A finales de 2018, los gobiernos de los distritos más occidentales del país comenzaron a negar ayudas estatales a ciudadanos que seguían obligando a la práctica de chhaupadi, con la intención de reducir dicha práctica.